# Antz (відеогра)
Antz — це відеогра-платформер, розроблена французькою студією Planet Interactive і випущена в 1999 році Infogrames для Game Boy Color. Вона заснована на однойменному фільмі.

## Рецепція
| Агрегатор    | Оцінка |
| ------------ | ------ |
| GameRankings | 60%    |

| Видання  | Оцінка |
| -------- | ------ |
| AllGame  | [ 2 ]  |
| GameSpot | 6.9/10 |
| IGN      | 5/10   |

Гра отримала «змішані» відгуки згідно з веб-сайтом агрегатора рецензій GameRankings.
Лорен Філдер, написавши для GameSpot, дійшла висновку, що «Antz на GBC — це ще одна гра-платформер, яка розважить тих, хто вважає цей жанр приємним у невеликому масштабі 8-біт». У IGN сказали: «Ця гра ідеально підходить для дітей — і я впевнений, що ця гра була спрямована на цей ринок: батьки йдуть до магазину, бачать ім'я, яке вони впізнають (Antz), беруть гру та дають її своїй дитині, яка грає у Game Boy. Гра подобається малюкам, тому що нею легко керувати та грати. Моя проблема полягає в наступному: Antz насправді не був дитячим фільмом — це був фільм Вуді Аллена. Гей, можливо, їм варто створити гру на основі Sleeper або, ще краще, „Все, що ви завжди хотіли знати про секс* (*але боялися запитати)“. Antz не жахлива, але вона не вразить вас оригінальністю». У AllGame сказали: «Загалом, це справді середня гра. Непогано, але й не чудово. Його варто орендувати або придбати за вигідною ціною».